# デスラー砲
デスラー砲（デスラーほう）は、アニメ「宇宙戦艦ヤマトシリーズ」に登場する架空の兵器。ガミラスの総統・デスラーの名を冠する艦艇に搭載されている艦載兵器。
本項ではその強化版であるハイパーデスラー砲と、デスラー砲を利用したデスラー砲艦についても、併せて解説する。

## デスラー砲
ガミラス帝国の艦隊決戦兵器。劇中での明言はないが、『宇宙戦艦ヤマト』第26話で真田はデスラー砲を「敵の波動砲」と呼んでおり、波動砲と同系統だと考察する資料もある。『さらば宇宙戦艦ヤマト 愛の戦士たち』企画時点のプロットでは反陽子ビーム砲との設定があったが、これは没設定となっている。
波動砲の発射装置は拳銃を模しているが、デスラー砲のそれは機銃型でスクリーンへ直接狙いを付ける。
光弾色は基本的にガミラスのビームの色と同じ明るいピンク。例外として『宇宙戦艦ヤマト2』第12話では中心部が黄色で周辺部がピンク、『宇宙戦艦ヤマト 完結編』では明るい黄色になっている。『宇宙戦艦ヤマトIII』第25話のデスラー砲艦の光弾色は濃いピンクである。一方、発射音については波動砲と同一である。
『宇宙戦艦ヤマトIII』に登場するガルマン・ガミラス帝国のデスラー砲艦にも装備されており、連続発射を行っている。

### 劇中での描写
宇宙戦艦ヤマト
デスラー艦（初代）に搭載されている。第26話にて、2度にわたってヤマトに向けて発射されるが、1発目は偶然ヤマトがワープしたため命中せず、2発目も空間磁力メッキにはね返されて自滅する。
さらば宇宙戦艦ヤマト 愛の戦士たち
デスラー艦（2代目）に搭載されている。ヤマトを白色彗星帝国から貸与された駆逐艦4隻で包囲し、それらもろともデスラー砲で葬ろうとするが、ヤマトは小ワープで逃れ、デスラー艦に接舷して白兵戦となる。
宇宙戦艦ヤマト2
デスラー艦（2代目）に搭載されている。第12話にて、空洞惑星の磁力線封鎖装置でヤマトを拘束し、デスラー砲でとどめを刺そうとするが、サーベラーの策略により、発射直前で一時中断させられてしまう。その間にヤマト側で波動砲発射の反動を利用した脱出案が立てられ、デスラー砲が発射されたのと同時に、ヤマトに空洞惑星から逃れられる。
第23話にて、瞬間物質移送器でワープさせた磁力機雷によって包囲されて動けなくなったヤマトをデスラー砲で狙うが、ギリギリのところでヤマトに小ワープで回避され、そのままデスラー艦に接舷して白兵戦に持ち込まれる。
宇宙戦艦ヤマト 新たなる旅立ち
デスラー戦闘空母に搭載されている。暗黒星団帝国の自動惑星ゴルバに向けて発射されるが、ゴルバの装甲には通用しなかった。
宇宙戦艦ヤマトIII
デスラー砲艦に搭載されている。第25話にて、太陽系空域でデスラー親衛艦隊のデスラー砲艦部隊がボラー連邦艦隊と機動要塞ゼスパーゼへ斉射する。ボラー艦隊の大半を撃沈するが、ゼスパーゼには効かなかった。
宇宙戦艦ヤマト 完結編
デスラー艦（2代目）に搭載されており、ディンギル帝国の大神官大総統ルガールの搭乗する「プレ・ノア」を撃沈しているが、デスラーが無言で発射したため、デスラー砲かハイパーデスラー砲かは不明である（シナリオ最終案ではデスラー砲とされている）。

### リメイクアニメ
『宇宙戦艦ヤマト』のリメイク作品である『宇宙戦艦ヤマト2199』では「ゲシュ=ダールバム」という正式名称が設定されている。
ヤマトの波動砲と同原理であると明言されている。

#### 劇中での描写（リメイクアニメ）
宇宙戦艦ヤマト2199
空間機動要塞都市「第二バレラス」に装備されており、戦闘艦「デウスーラII世」を射撃中枢としている。都市と接続した状態の時は巨大な都市の姿勢制御の都合上、亜光速で移動する目標に命中させることは困難であり、その際はデウスーラII世を都市から分離させ、独立艦として運用することで精密射撃を行う。なお、砲のエネルギー源は都市と接続している時は都市の次元波動機関からだが、分離した後はデウスーラII世の次元波動機関からに切り替わる。
第8話において、ヤマトの波動砲がガミラスの兵器開発局において開発中の兵器に似ていることが指摘され、存在を示唆される。
第22話のラストで初登場し、第二バレラスからヤマトへ発射されたが、わずかに射線がずれたためにサレザー恒星系第5惑星エピドラへ命中し、崩壊させる。これに対し、スターシャは即座にデスラーへ波動エネルギーの兵器転用を抗議している。第23話では、ヤマトと帝都バレラスをまとめて破壊するための発射が試みられるが、森雪とノラン・オシェットの破壊工作によって第二バレラスの次元波動機関が自爆し、失敗する。デウスーラII世は間一髪でゲシュタムジャンプ（ワープ）を行い、爆発する第二バレラスから脱出する。
第25話では、亜空間回廊内で危険性をかえりみずにヤマトを狙うが、三式融合弾によって艦が中破した状態で発射したために波動エネルギーが暴発し、艦は爆沈する。
宇宙戦艦ヤマト2202 愛の戦士たち
ノイ・デウスーラに搭載されている。使用回数は3回で、第11話でガトランティス第八機動艦隊とヤマトが逃げ込んだ異空間の遺跡にそれぞれ1発ずつ発射して対象を破壊し、第22話ではヤマトに対して1発発射したが、ワープで回避された。
宇宙戦艦ヤマト2205 新たなる旅立ち
デウスーラIII世に搭載されている。搭載スペースの問題から、従来よりも小型のものが新たに開発された。
使用回数は計4回。第3話ではデーダー艦隊を背後から撃ち、第5話ではヤマトに向かって飛んでくる無数の岩塊を戦闘空母ヒュウガの波動砲とともに除去する。第6話では自動惑星ゴルバに放つものの「位相変換装甲」によって相殺されてしまうが、第7話では同じくゴルバに対して使用し、相殺中に体当たりすることで装甲を破る。
ヤマトよ永遠に REBEL3199
デウスーラIII世が再登場し、第10話でヤマトと交戦することになった際に使用。ヤマトに対して発射されるが、手前にある惑星ごと撃ったのが仇となり、ヤマトには命中せず、むしろ散らばった惑星の破片と爆炎に紛れて身を隠されることとなった。

## ハイパーデスラー砲
『宇宙戦艦ヤマトIII』に登場。デスラー艦（3代目）の艦首に設けられている。
デスラー砲の強化版であり、デスラー砲複数発に無傷で耐えられる防御力を持つボラー連邦の機動要塞ゼスパーゼを溶解させ、破壊する威力を持つ。
劇中では第24話と第25話で計2発使用されている。第24話ではシャルバート星上空で発射し、ゴルサコフ艦隊を撃破する。第25話では太陽系空域でコスモタイガーII（揚羽機）の砲口突入によって攻撃の止まったボラー連邦機動要塞に向けて発射し、撃破する。
発案者は本作にメカ設定として参加していた出渕裕で、彼の原案では「2本の波動エネルギーの流れが相互に干渉して弾道周囲に巨大な次元のひずみを作る」（原文ママ）というものだった。

## デスラー砲艦
『宇宙戦艦ヤマトIII』第25話に登場。新型（3代目）デスラー艦の途中の設定であったが、瞬間物質移送器を取り外した形で「デスラー砲艦」となった。
デスラーの親衛艦隊の主力である。全長234メートル。艦首のデスラー砲1門のほか、前部に2基、後部に1基、左右デッキ上に各1基の計5基の回転速射砲塔を装備する。艦体色は他のガルマン・ガミラス艦と同じ緑色。
太陽系内で、ボラー連邦の機動要塞および艦隊との戦いに登場し、ボラー艦隊を壊滅させるが、敵機動要塞のブラックホール砲により壊滅する。